# Ahmed Mohamed (Offizier)
Ahmed Mohamed (* 1955 in Tchirozérine; auch Hamed Mohamed) ist ein nigrischer Offizier und Politiker.

## Leben
Ahmed Mohamed besuchte die Grund- und Mittelschule und trat 1979 in die Streitkräfte Nigers ein. Nach einer Ausbildung an einer Militärakademie in Montpellier in Frankreich erreichte er 1985 den Dienstgrad eines Leutnants. Er arbeitete ab 1989 in leitender Position in der Verwaltung der Streitkräfte. 1990 wurde er Hauptmann und 1995 Major.
Unter Staatschef Ibrahim Baré Maïnassara wurde Ahmed Mohamed 1996 zunächst der Personal- und Ausbildungsabteilung der Direktion für Verwaltungs- und Finanzangelegenheiten im Verteidigungsministerium zugeteilt und stieg bald darauf zum Kommandanten der Verteidigungszone Nr. 2 auf. Im Jahr 1997 kam es zu einem Zwischenfall, als er von meuternden Soldaten festgehalten wurde und Verteidigungsminister Ousmane Issoufou Oubandawaki seine Freilassung verhandeln musste. Mohamed wurde daraufhin in der Zivilverwaltung eingesetzt. Er war von 1997 bis 1998 Präfekt des Departements Dosso und ab 1998 Präfekt des Departements Tillabéri.
Staatspräsident Ibrahim Baré Maïnassara, dem ein autoritärer Stil und eine mangelhafte demokratische Legitimierung vorgeworfen wurden, kam am 9. April 1999 bei einem Militärputsch ums Leben. Ahmed Mohamed wurde als einer von 14 Offizieren Mitglied der am 11. April 1999 gebildeten Militärjunta, dem Rat der nationalen Versöhnung. Die Junta sah es als ihre Aufgabe an, die Rückkehr zu einer demokratischen und zivilen Regierung zu gewährleisten. Mohamed war stellvertretender Koordinator des technischen Komitees, das eine neue Verfassung, ein neues Wahlgesetz und Regelungen für die Parteien Nigers ausarbeitete. Zudem wirkte er als Direktor des staatlichen Fuhrparks. Der Rat der nationalen Versöhnung gab im Dezember 1999 die Macht an die Regierung des neu gewählten Staatspräsidenten Mamadou Tandja ab. Mohamed wurde im Jahr 2000 zum Oberstleutnant erhoben und setzte seine militärische Laufbahn fort.
Als Mamadou Tandja versuchte, eine in der Verfassung ursprünglich nicht vorgesehene dritte Amtszeit als Staatspräsident zu erlangen, kam es am 18. Februar 2010 erneut zu einem Militärputsch. Ahmed Mohamed, der zwischenzeitlich Oberst geworden war, wurde wieder Mitglied einer übergangsmäßig herrschenden Militärjunta, des Obersten Rats für die Wiederherstellung der Demokratie. Zusätzlich wurde er am 1. März 2010 in der Übergangsregierung unter Premierminister Mahamadou Danda Minister für Verkehr, Tourismus und Handwerk. Der Oberste Rat für die Wiederherstellung der Demokratie wurde im Januar 2011 von der Regierung des neuen zivilen Staatspräsident Mahamadou Issoufou abgelöst.
Ahmed Mohamed wurde unter Präsident Issoufou zunächst 2011 stellvertretender Chef des Generalstabs der Streitkräfte. 2012 wurde er zum Brigadegeneral befördert und 2018 als Nachfolger von Seyni Garba zum Chef des Generalstabs ernannt. Nach verlustreichen terroristischen Angriffen auf die Militärlager von Inatès und Siné Godar wurde Ahmed Mohamed Anfang 2020 in dieser Position durch Salifou Mody ersetzt.

## Ehrungen
- Kommandeur des Verdienstordens Nigers
- Offizier des Nationalordens Nigers[1]